# Vịt đầu cứng
Vịt trời mắt trắng (Aythya australis) là một loài chim trong họ Vịt. Vịt trời mắt trắng chỉ được tìm thấy trong tự nhiên tại châu Úc. Môi trường sinh sống của loài vịt này thường là những khu vực đầm lầy, ao hồ, nguồn nước gần bờ biển. Vịt trời mắt trắng là một loài chim di cư, đặc biệt là trong những năm hạn hán chúng có thể di chuyển một quãng đường rất xa, có thể đến tận New Guinea, New Zealand và một số địa điểm khác ở Thái Bình Dương, để tìm kiếm thức ăn và nguồn nước.